# 第2回全日本大学野球選手権大会
| 出場校          | 9        |
| 参加校数        | -        |
| 優勝            | 立教大学 |
| 準優勝          | 中央大学 |
| 試合数          | 8        |
| 選手宣誓        | -        |
| 総入場者数      | -        |
| 1日最高入場者数 | -        |

第2回全日本大学野球選手権大会（だい2かいぜんにほんだいがやきゅうせんしゅけんたいかい）は、1953年に行われた全日本大学野球選手権大会である。

## 概要

### 日程
1953年8月26日に明治神宮野球場で決勝戦が行われた。

## 出場校
- 東北学院大学
- 立教大学
- 中央大学
- 神奈川大学
- 名城大学
- 近畿大学
- 関西学院大学
- 岡山大学
- 西南学院大学

## 試合予定及び結果
準決勝
- 立教大学 6－0 岡山大学
- 中央大学 8－5 関西学院大学

決勝
- 立教大学 6－2 中央大学